# Boomer Banks
Boomer Banks (ur. 13 czerwca 1980 w Michoacán) – amerykański aktor i reżyser gejowskich filmów pornograficznych, projektant mody, tancerz go-go, model, DJ i aktywista ruchu LGBT.
W 2014 w Chicago w Illinois został uhonorowany Grabby Award w dwóch kategoriach: wykonawca roku i najlepszy penis, w 2022 znalazł się na Ścianie Sław Grabby Award, a w 2025 trafił na Ścianę Sław GayVN Award.
Występował z prezerwatywą, gdy przyznał, że w 2001 został zdiagnozowany jako nosiciel wirusa HIV. Jego pseudonim Banks został użyty potem dla innych wykonawców gejowskiej branży porno takich jak Calvin Banks (2016), Beaux Banks (2017) i Brock Banks (2019). 
W lipcu 2019 zajął dwudzieste miejsce w rankingu „250 największych gejowskich gwiazd porno w historii”.

## Wczesne lata
Urodził się w Quiroga, gminie w stanie Michoacán w południowo-zachodnim Meksyku. Jego ojciec zginął w wypadku samochodowym, podczas gdy jego matka była w ciąży. Kiedy ukończył pierwszy rok życia, wraz z matką przeniósł się do Los Angeles w południowej Kalifornii. Wychowywała go samotna matka, która utrzymywała się z pracy jako krawcowa, co sprawiło, że Banks zainteresował się modą. Nie miał problemów z coming outem. W filmie dokumentalnym wytwórni Falcon / NakedSword Pride: Pornstar Coming Out Stories (2020) powiedział: Od początku byłem queer i nigdy tego nie żałowałem. Byłem tego typu dzieckiem, które, jeśli ktoś nazywał pedałem, mówiło: „O tak, co słychać? O czym pogadamy?”.
Jego matka zmarła w wieku 42 lat na marskość wątroby spowodowaną alkoholizmem, gdy Banks miał 14 lat. Mieszkał z meksykańską rodziną katolicką brata jego matki w hrabstwie Santa Barbara, gdzie ukończył liceum, a w wieku 18 lat wyprowadził się. Próbował tańczyć w college’u w Santa Maria w Kalifornii. 
W 1999 przeprowadził się do Los Angeles, przez pierwszy rok był bezdomny, spał na chodnikach, zanim dostał swoją pierwszą pracę w kinie w Westwood Village. Uczęszczał do Los Angeles Trade–Technical College. W Nowym Roku 2001 miał objawy grypopodobne. Jednocześnie prowadził niezdrowy styl życia i przejawiał zachowanie autodestruktywne. W tym czasie uzależnił się od alkoholu i brał narkotyki, w 2004 został aresztowany podczas nalotu na swojego dealera, wtedy w wieku 24 lat przeszedł na odwyk – 12-stopniowy program wychodzenia z traumy – i zaczął odzyskiwać zdrowie. W 2008 cierpiał na depresję.
W 2012 przeprowadził się do Nowego Jorku, gdzie przez rok był tancerzem go-go w klubie Westgay. Tam został dostrzeżony przez reżysera Studio Raging Stallion i w styczniu 2013 otrzymał formularz zgłoszenia do filmu.

## Kariera w branży porno
Karierę w gejowskiej branży porno zaczął po tym, jak jego zdjęcia w bieliźnie były dostępne online. Swoją pierwszą scenę jako aktyw z Marcusem Issacsem nakręcił dokładnie w swoje 33. urodziny, tj. 13 czerwca 2013 w San Francisco do filmu Raging Stallion Studios Timberwolves, nominowanego do Grabby Award. W 2013 na siódmej ceremonii wręczenia nagród międzynarodowej eskorcie International Escort Awards, znanej jako „The Hookies”, odebrał nagrodę Rentboy.com w kategorii „najlepszy tancerz”. Po raz pierwszy wystąpił przed kamerą w scenie jako pasyw w produkcji Raging Stallion Relentless (2013). Wkrótce podpisał kontrakt z wytwórnią filmową Falcon Group, która wydała oficjalne jego dildo.

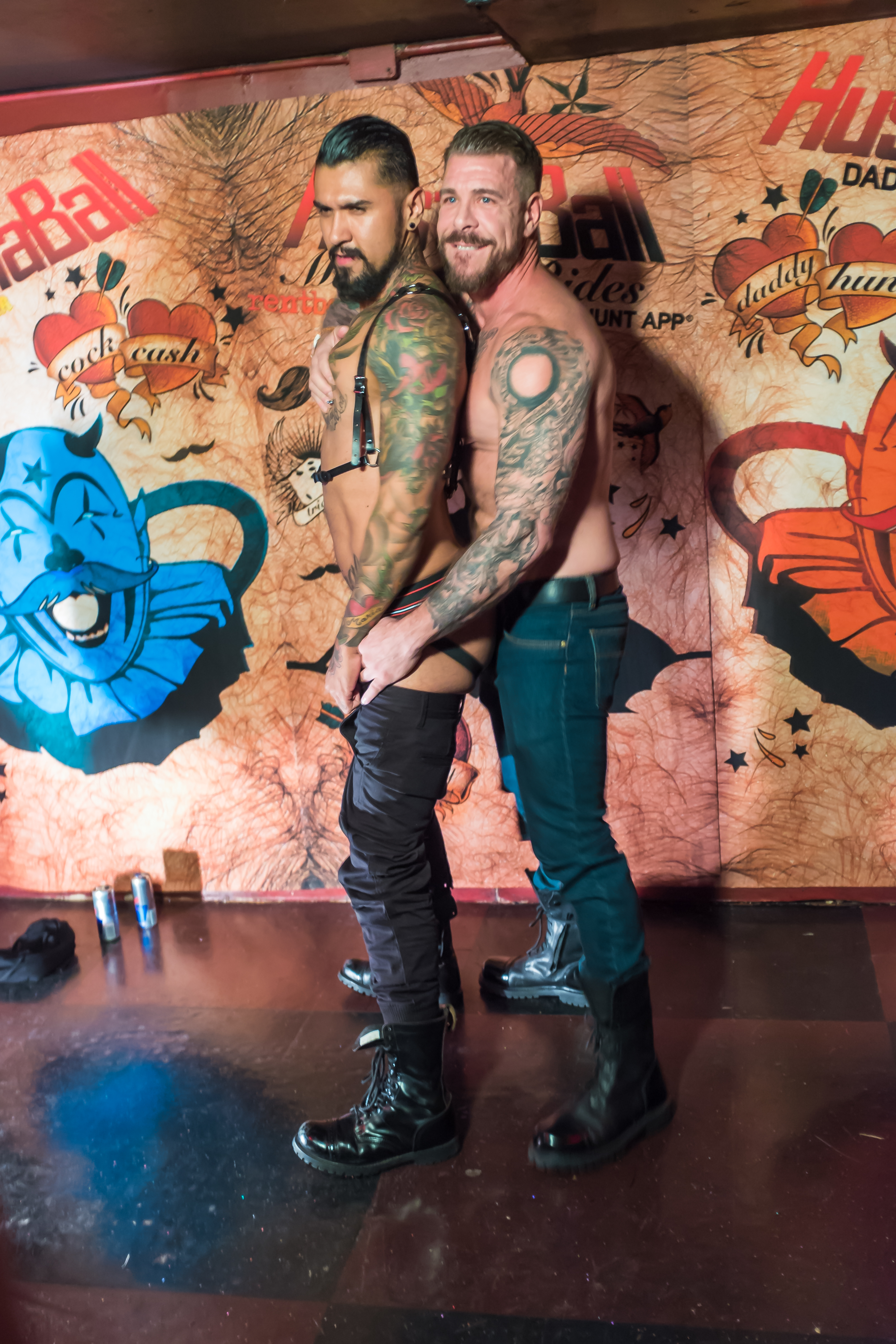
Boomer Banks i Rocco Steele na Hustlaball (2014)

W styczniu 2014 gościł podczas imprezy HustlaBall w Las Vegas. 21 marca 2014 w Nowym Jorku na VIII International Escort Awards „The Hookies” otrzymał nagrodę w kategorii „najlepszy penis” i tytuł Mr. International Escort. 
W styczniu 2015 wystąpił „na żywo” z Rocco Steele podczas HustlaBall w Las Vegas. W marcu 2016 związał się z nowojorskim studiem CockyBoys. W 2017 wziął udział w 48. gali rozdania Str8Up Gay Porn Awards w Nowym Jorku. W marcu 2017 w nowojorskim barze dla gejów w Hell’s Kitchen był jednym z rozmówców dyskusji panelowej zatytułowanej Gay Sex: A Raw Conversation, zorganizowanej przez społeczność gejowską; podczas spotkania wyrażał swoje poglądy na różne tematy związane z seksem i miłością gejów.
W 2018 założył studio BoomBoXXX, a w realizowanych przez siebie filmach preferował seks bez zabezpieczenia. W lipcu 2018 zdobył tytuł „Człowieka miesiąca” ex aequo z Levi Karterem i Liamem Rileyem, przyznany przez firmę FleshJack.com, która wypuściła na rynek atrapę prącia jako odlew jego zewnętrznych narządów płciowych i sporządziła ich silikonowe kopie i dla której reklamował sprzedaż zabawek erotycznych firmy FleshJack.com. W październiku był współgospodarzem gali rozdania Str8UpGayPorn Awards, na której otrzymał nagrodę w kategorii „Najlepsza scena duetu” w filmie Camp CockyBoys: Boomer Banks and Jacen Zhu (CockyBoys/EuroMedia) z Jacenem Zhu. 
28 maja 2019 w Music Hall of Man’s Country w Chicago odebrał Grabby Award w kategorii „najgorętszy penis”, poza tym zajął 11. miejsce na liście „Top 20 najgorętszych największych penisów w porno 2019” wg AdultContent.com. 29 lipca w Niemczech, po wydaniu oryginalnej angielskiej wersji Bang Like a Porn Star: Sex Tips from the Pros (1 lutego 2019), ukazała się książka Winstona Gieseke Pornostars packen aus!: Die Sextipps der Profis jako gejowski przewodnik randkowy, w którym wypowiedział się m.in. Banks. W drugim i trzecim kwartale 2020 aktor był liderem na liście 10. najlepiej sprzedających się gwiazd gejowskich w plebiscycie Adult Entertainment Broadcast Network, a w styczniu 2021 znalazł się na drugim miejscu. W 2022 zadebiutował jako reżyser filmu Falcon Studios Men’s Briefs.

## Obecność w kulturze masowej
W 2001, przed wejściem do branży porno, pracował jako aktywista na rzecz HIV. W 2009 w Los Angeles poznał projektanta mody Johna Sakalisa, uczestnika szóstej edycji Project Runway, i został jego asystentem. Był autorem projektów do kilku pokazów na LA Fashion Week. Później pracował w Los Angeles dla projektantki mody Catherine Malandrino. W 2017, po współpracy z projektantem Bcalla z Brooklynu, powstała kolekcja ubrań BANKKS. 

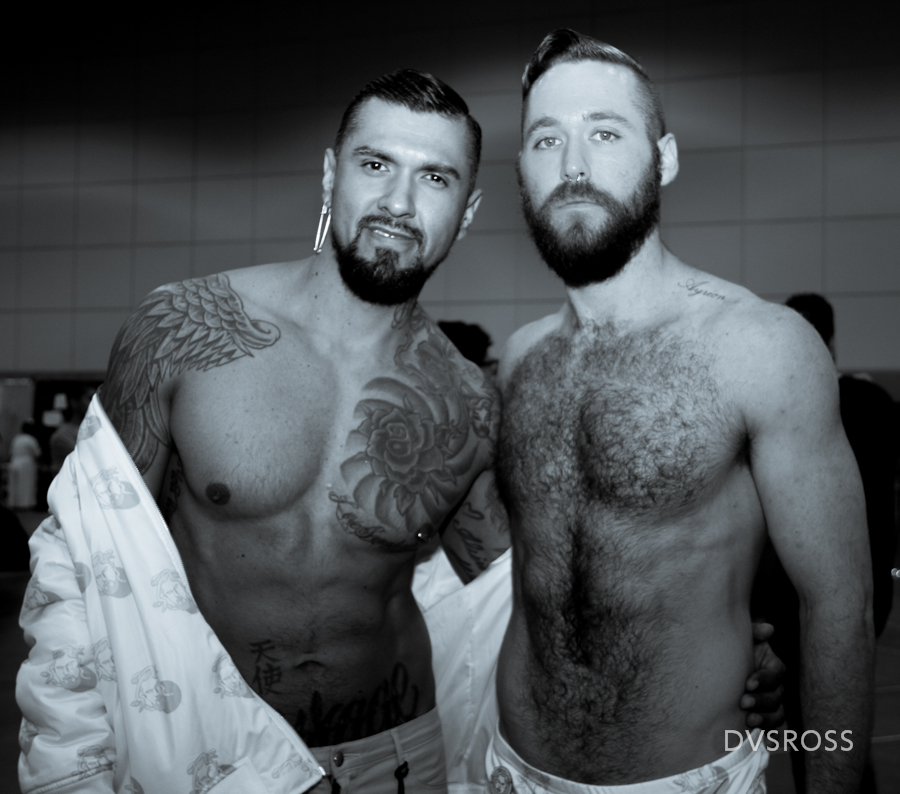
Boomer Banks i Ziggy Banks na RuPauls Dragcon 2018

Był na okładkach magazynów „Ambiente” (w grudniu 2013), „Get Out!” (19 marca 2014), „Paper Magazine” (wiosna 2014), „Next” (we wrześniu 2016), „Loverboy” (2016) i „Macho”, a także „Plus” (wrzesień/październik 2020). Jego działalność została także opisywana w artykułach „The New York Times”, „Time Out” czy „The Huffington Post”. Gościł w programie Hey Qween! (2015).
Pojawił się w teledyskach: Biga Dippera „Skank” (2014), a także Cazwella do piosenek „Downtown” (2014) i „¡Spicy!” (2015), drag queen Miss Fame „InstaFame” (2015) jako „zły” czarny kowboj, Alaski Thunderfuck „Puppet” (2018), Monét X Change „Soak It Up” (2018), Andreasa Mossa „Kudos” (2020) i piosenkarza country Paisleya Fieldsa - „Stay Away From My Man” (2021). Wspólnie z hiszpańskim wykonawcą Velo nagrał utwór „Deseo” (Pożądanie, 2020). Przyznano mu nagrodę Mr. Man’s 2016 Manatomy Awards w kategorii „Najlepszy wyczyn kaskaderski penisa” za występ w komedii Niedokończony interes (Unfinished Business, 2015) z udziałem Dave’a Franco, Vince’a Vaughna, Sienny Miller, Jamesa Marsdena, Nicka Frosta i Toma Wilkinsona.
Jako model w 2015 reklamował kolekcję bokserek Geoffreya Maca i rapera Cazwella, zainspirowaną tytułem „Ice Cream Truck”. W 2015 wziął udział w kampanii reklamowej bielizny CellBlock 13 – Studio Timoteo z Rocco Steele. We wrześniu 2017 w Gotham Hall, podczas New York Fashion Week był modelem na pokazie mody Marco Marco. We wrześniu 2021 wziął udział w pokazie Wiosna/Lato’22 Willy’ego Chavarrii opisywanym na łamach magazynów mody, takich jak „Vogue”, „Interview” czy „W”.
4 października 2017 w nowojorskiej restauracji Tijuana Picnic z kuchnią meksykańską, wspólnie z Bruce’em Beckhamem, był współorganizatorem akcji charytatywnej magazynu „Paper” w Nowym Jorku i zbiórki pieniędzy dla mieszkańców Meksyku, dotkniętych przez silne trzęsienie ziemi, a pieniądze zebrane podczas wydarzenia trafiły do Diego Luny i Gaela Garcíi Bernala. W 2018 został projektantem odzieży dla sklepu odzieżowego The Phluid Project na Broadwayu.
Zachęcał publicznie Amerykanów do głosowania 6 listopada 2018 w wyborach do Kongresu Stanów Zjednoczonych. Wziął udział w filmie dokumentalnym HBO Peruka (Wig, 2019), filmie krótkometrażowym Free self-HIV tests from DAP Health with Boomer Banks (2022) i reality show X-Rated: NYC (2022–2023). W lipcu 2022 jego wypowiedź nt. leku przeciwwirusowego znalazła się w NBC News, a w sierpniu 2022 w „The New York Times” opowiedział o ospiej małpie.

## Nagrody
| Rok  | Nagroda                            | Kategoria                              | Film                                             | Inni wykonawcy |
| ---- | ---------------------------------- | -------------------------------------- | ------------------------------------------------ | --- |
| 2013 | Hookies International Escort Award | Najlepszy tancerz                      | –                                                | – |
| 2014 | Str8UpGayPorn Award                | Najlepszy penis                        | –                                                | – |
| 2014 | Grabby Award                       | Wykonawca roku                         | –                                                | – |
| 2014 | Grabby Award                       | Najgorętszy penis                      | –                                                | – |
| 2014 | Hookies International Escort Award | Mr. International Escort               | –                                                | – |
| 2014 | Hookies International Escort Award | Najlepszy penis                        | –                                                | – |
| 2014 | Swiss Navy Award                   | Wybitny wykonawca                      | –                                                | – |
| 2015 | Swiss Navy Award                   | Wybitny wykonawca                      | –                                                | – |
| 2015 | Hookies International Escort Award | Najlepszy styl ubierania               | –                                                | – |
| 2017 | Str8UpGayPorn Award                | Najlepszy penis                        | –                                                | – |
| 2017 | Raven’s Eden Award                 | Najlepsza para mężczyzn                | Introducing Tegan Zayne with Boomer Banks (2016) | Tegan Zayne |
| 2018 | Fleshbot Award                     | Najlepszy penis                        | –                                                | – |
| 2018 | Pink Gay Video Award               | Najlepszy duet                         | Hard Wood (2017)                                 | Allen King |
| 2018 | Str8UpGayPorn Award                | Najlepsza scena duetu                  | Camp CockyBoys: Boomer Banks & Jacen Zhu (2017)  | Jacen Zhu |
| 2019 | Grabby Award                       | Najgorętszy penis                      | –                                                | – |
| 2020 | StraightUpGayPorn Award            | Ulubiony pasyw                         | Cade’s Bank Deposit (2019)                       | – |
| 2020 | Grabby Award                       | Najgorętsza zmiana pozycji             | Resurgence (2019)                                | Wade Wolfgar |
| 2022 | GayVN Award                        | Najlepsza scena seksu grupowego        | All Star Orgy (2021)                             | Damaged Bottom, Romeo Davis, Drew Dixon, Sean Duran, Owen Hawk, Jake Nicola, Vince Parker, Chandler Scott, Tyler Roberts, Aaron Trainer i Zario Travezz |
| 2022 | Grabby Award                       | Grabby Wall of Fame                    | –                                                | – |
| 2023 | GayVN Award                        | Najlepszy reżyser filmu niefabularnego | Men’s Briefs (2022)                              | Steve Cruz, Leo Forte, Devin Franco i Max Konnor |
| 2025 | GayVN Award                        | GayVN Hall of Fame                     | –                                                | – |